# Cheryl Haworth
Cheryl Haworth (* 18. April 1983 in Savannah, Georgia) ist eine US-amerikanische Gewichtheberin.

## Werdegang
Cheryl Haworth wuchs in Savannah als Kind sportlicher Eltern auf. Zunächst spielte sie als Kind Softball, interessierte sich aber bald auch für das Gewichtheben und begann mit Unterstützung ihrer Eltern schon mit 13 Jahren im Anderson/Cohen Weightlifting Center in Savannah zu trainieren. Bereits mit 15 Jahren gewann sie ihre erste USA-Meisterschaft in der Gewichtsklasse über 75 kg Körpergewicht. Mit ihrem Trainer Michael Cohen, der selber Olympiateilnehmer im Gewichtheben war, trainierte sie in der Folgezeit fünfmal in der Woche und qualifizierte sich ab 1999 immer für die Teilnahme an den Olympischen Spielen oder Weltmeisterschaften. Bereits mit 17 Jahren gewann sie bei den Olympischen Spielen in Sydney die Bronzemedaille im Schwergewicht, der sie im Jahr 2005 eine Bronzemedaille bei den Weltmeisterschaften in Doha folgen ließ. Bei den Olympischen Spielen 2004 in Athen erreichte sie mit 280 kg Zweikampf-Leistung und 2008 in Peking mit 259 kg jeweils den 6. Platz.
Chery Haworth lebt nach wie vor in Savannah und ist Studentin am Savannah College of Art und Design.

## Internationale Erfolge/Mehrkampf
(OS = Olympische Spiele, WM = Weltmeisterschaft, S = Schwergewicht, über 75 kg Körpergewicht)
- 1999, 1. Platz, PanAm Games in Winnipeg, S, vor María Isabel Urrutia, Kolumbien und Carmenza Delgado, Kolumbien;
- 1999, 2. Platz, Juniorinnen-WM in Savannah, S, mit 250 kg, hinter Agata Wróbel, Polen, 265 kg und vor Mun Kyung-Ae, Korea, 227,5 kg;
- 1999, 4. Platz, WM in Athen, S, mit 252,5 kg, hinter Meiyuan Ding, Volksrepublik China, 285 kg, Wrobel, 280 kg und Bakisu Musa, Nigeria, 252,5 kg;
- 2000, 2. Platz, Juniorinnen-WM in Prag, S, mit 252,5 kg, hinter Wróbel, 290 kg und vor Viktoria Varga, Ungarn, 227,5 kg;
- 2000, Bronzemedaille, OS in Sydney, S, mit 270 kg, hinter Meiyuan Ding, 300 kg und Wrobel, 295 kg;
- 2001, 1. Platz, Junioren-WM in Thessaloniki, S, mit 275 kg, vor Varga, 260 kg und Jang Mi-Ran, Südkorea, 250 kg;
- 2001, 1. Platz, Goodwill Games in Brisbane, S, mit 282,5 kg, vor Albina Khomitsch, Russland, 267,5 kg und Varga, 260 kg;
- 2002, 4. Platz, WM in Warschau, S, mit 277,5 kg, hinter Wrobel, 287,5 kg, Khomitsch, 282,5 kg und Tang Gonghong, 277,5 kg,
- 2004, 6. Platz, S, OS in Athen, S, mit 280 kg, Siegerin: Tang Gonghong, 305 kg vor Mi-Ran Jang, 302,5 kg;
- 2005, 1. Platz, PanAm Championships, Shreveport/USA, über 75 kg KG mit 287 kg, vor Susanne Dandenault, Kanada, 225 kg und Olivia Salinas, Mexiko, 215 kg;
- 2005, 3. Platz, WM in Doha, S, mit 287 kg bei 142,63 kg Körpergewicht, hinter Mi-Ran Jang, 300 kg und Mu Shuangshuang, China, 300 kg;
- 2006, 1. Platz, PanAm Games, Guatemala-Stadt, S, mit 269 kg, vor Nieve, Ecuador, 253 kg und Dimas, ESA, 244 kg
- 2007, 12. Platz, S, Royal World Weightlifting Championships, mit 250 kg
- 2008, 6. Platz, S, OS in Peking, S, mit 259 kg, Siegerin: Mi-ran Jang (Korea), 326 kg vor Olha Korobka (Ukraine), 277 kg

## USA-Meisterschaften
- 1998, 1. Platz, S, mit 222,5 kg, vor Stacy Ketchum, 207,5 kg und Lisa Brien, 200 kg;
- 1999, 1. Platz, S, mit 245 kg, vor. Rachel Hearn, 210 kg und Brien, 210 kg;
- 2000, 1. Platz, S, mit 260 kg, vor Emmy Vargas, 220 kg und Hearn, 212,5 kg;
- 2001, 1. Platz, S, mit 270 kg, vor Hearn, 220 kg und Inga De Nunzio, 187,5 kg;
- 2002, 1. Platz, S, mit 270 kg, vor Hearn, 222,5 kg und De Nunzio, 195 kg;
- 2003, 1. Platz, S, mit 270 kg, vor Hearn, 212,5 kg und Erin Doyle, 192,5 kg;
- 2004, 1. Platz, S, mit 267,5 kg, vor Hearn, 215 kg und De Nunzio, 207,5 kg;
- 2005, 1. Platz, S, mit 275 kg, vor Hearn, 220 kg und Vargas, 217,5 kg